# ヴィクトル・レベデフ
ヴィクトル・ザハロヴィチ・レベデフ（Виктор Захарович Лебедев、1900年 - 1968年）は、ソビエト連邦の外交官。

## 生涯
1900年に生まれ、1922年にリャザン教育学院を、1925年にモスクワ大学を卒業した。
1929年から1940年までスターリン全連邦食品産業アカデミー・マルクス・レーニン主義学部部長・准教授を務め、同年にはソビエト連邦外務人民委員部 (ru) 近東部インターン、同年から翌1941年5月8日までは駐ユーゴスラビア・連邦大使顧問、同年から1943年11月までは外務人民委員部の外交文書選択専門コンサルタント、さらに同時期には赤軍参謀本部情報局スタッフ、人民委員部予備役、ソビエト情報局国際部副部長にも就いた。
同月12日から（正式には翌12月11日から）1945年3月13日まで在ロンドン・ユーゴスラビア政府担当大使、1943年11月30日から1945年1月6日まで在ロンドン連合国政府および在ロンドン・ベルギー政府担当大使（ベルギー大使は翌1944年2月8日から）、1943年11月30日から（正式には翌1944年1月26日から）1945年1月6日まで在ロンドン・ノルウェー政府担当大使、1943年11月30日から（正式には翌1944年2月24日から）1945年1月6日まで在ロンドン・オランダ政府担当大使、1943年11月30日から（正式には翌1944年6月21日から）1945年11月17日まで在ロンドン・ルクセンブルク政府担当公使を歴任。1945年1月6日から（正式には3月3日から）1951年3月2日までは駐ポーランド大使を務め、ソ連＝ポーランド関係の最重要人物としてヨシフ・スターリンの外交政策を推進した。
1951年4月8日から（正式には翌5月10日から）1958年10月10日までは駐フィンランド公使および大使に就き、同月から1961年までは外務省外交文書公開委員会専門コンサルタント、同年から1965年までは外務省高等外交学校校長を務めた。
1965年11月に引退し、1968年にモスクワで死去した。